# Moraxella
Moraxella es un género de bacterias Gram negativas con forma de bacilo corto, cocobacilo o, como en el caso de Moraxella catarrhalis, cocos asociados en parejas (diplococos), o incluso en pequeñas cadenas. La mayoría de estos microorganismos son inmóviles, no esporulados, con características oxidasa-positiva y catalasa-positiva. Unos son hemolíticos y algunas especies son capsuladas, aerobios aunque algunos puede ser anaerobios facultativos y no son muy hábiles para fermentar los carbohidratos.
Su hábitat es el ambiente en general, pero son más abundante en la región nasofaríngea de algunos animales, como los bovinos.
Estos microorganismos no son muy exigentes, pero muestran una mejoría en su crecimiento en agar sangre y más si les agregamos suero, además, vemos una hemólisis en el agar.

## Principales especies y patologías
- Moraxella catarrhalis usualmente reside en las vías respiratorias, pero puede acceder al aparato respiratorio en pacientes con trastornos pulmonares crónicos o inmunodeficientes, ocasionando traqueobronquitis neumonía. Los síntomas son similares a los que causa Haemophilus influenzae, aunque es mucho menos virulento. Al contrario que Neisseria meningitidis, que es un primo morfológico de Moraxella catarrhalis, muy raramente causa bacteriemia o meningitis.

- Moraxella lacunata es una de las causas de blefaroconjunctivitis en los humanos.[1]
- Moraxella bovis es la causa de una enfermedad característica en la conjuntiva de los bovinos, provocando queratoconjuntivitis, llamada comúnmente la enfermedad del "ojo rosa", en otras partes del cuerpo, este microorganismo es saprofito.